# قاموس مصور
القاموس المصور أو القاموس التصويري هو قاموس يعرض تعريفات الكلمات فيه في شكل رسم أو صورة. تعد القواميس المصورة مفيدة في مجموعة من البيئات التعليمية، مثل تعليم الطفل الصغير معلومات عن لغته الأم، أو تعليم التلاميذ الأكبر سنًا للغات الأجنبية كما هو الحال في المعجم المصور الثقافي الأصلي. غالبًا ما يتم تنظيم مفردات القواميس المصورة حسب الموضوع بدلاً من ترتيبها أبجديًا، وفي الغالب تكون عبارة عن قواميس مصغرة، لا تشتمل إلا على قدر قليل من الكلمات. وهناك مفهوم مشابه ولكنه مختلف، وهو القاموس المرئي، والذي يتكون من مجموعة من الصور الكبيرة المعنونة، مما يسمح للمستخدم بالعثور على اسم المكون المحدد في كائن أكبر.

## اقرأ أيضًا
- قاموس
- تعددية لغوية
- تعليم مرئي